# Starý Telečkov
Starý Telečkov (německy Alt Teletschkau) je místní část obce Pavlov v kraji Vysočina, v jižní části okresu Žďár nad Sázavou. Malá obec s pouhými šesti popisnými čísly se nachází v nadmořské výšce 552 m n. m.
Blízko obce se nachází památný strom (dub zimní), jehož stáří se odhaduje na 300 let. Dorostl do výšky 15 metrů a jeho obvod kmene je 6 metrů.
Obec patřila v minulosti k nyní zaniklému hradu v Mostištích u Velkého Meziříčí podobně, jako k němu patřil i Pavlov.

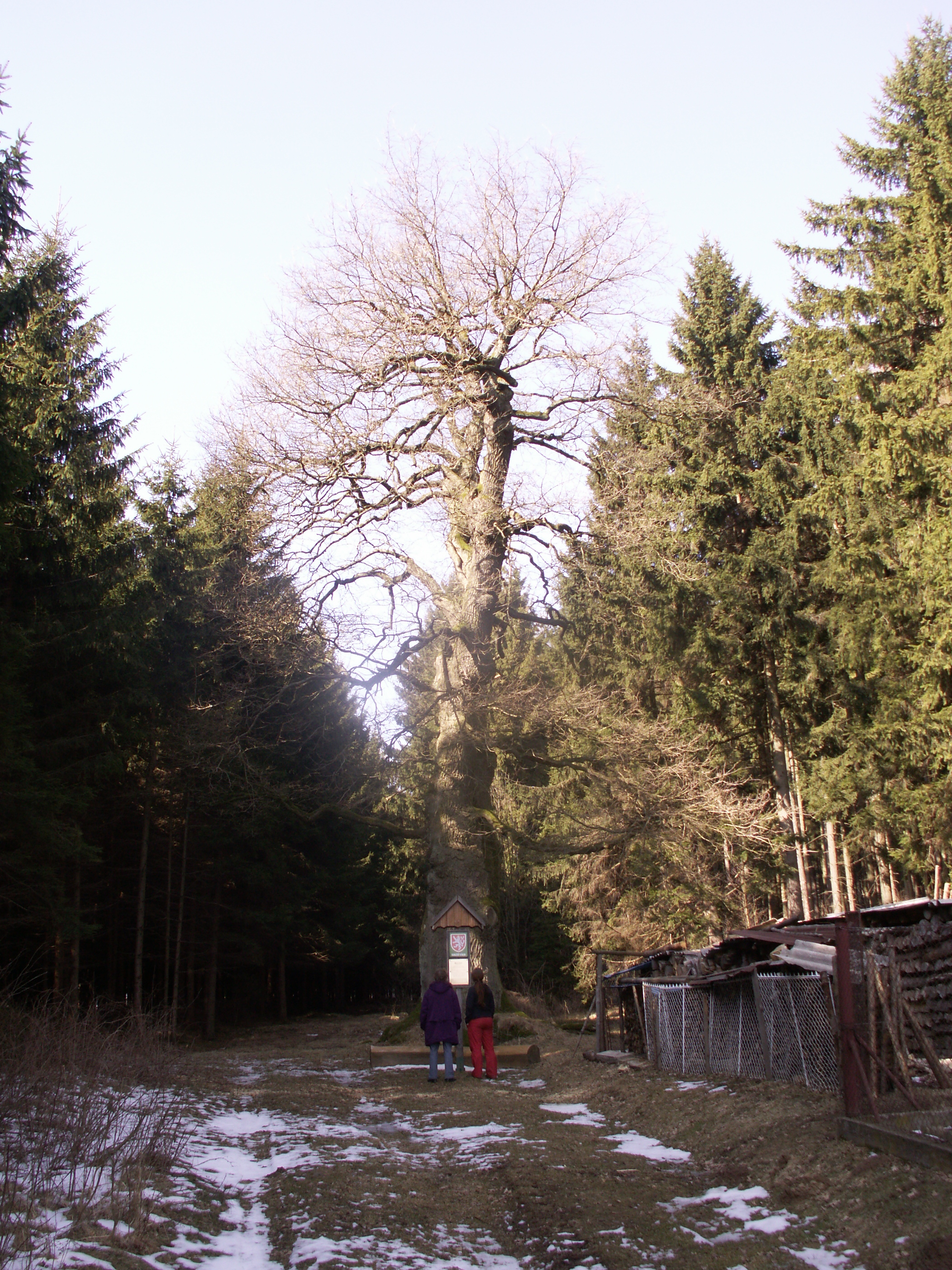
dub zimní – památný strom
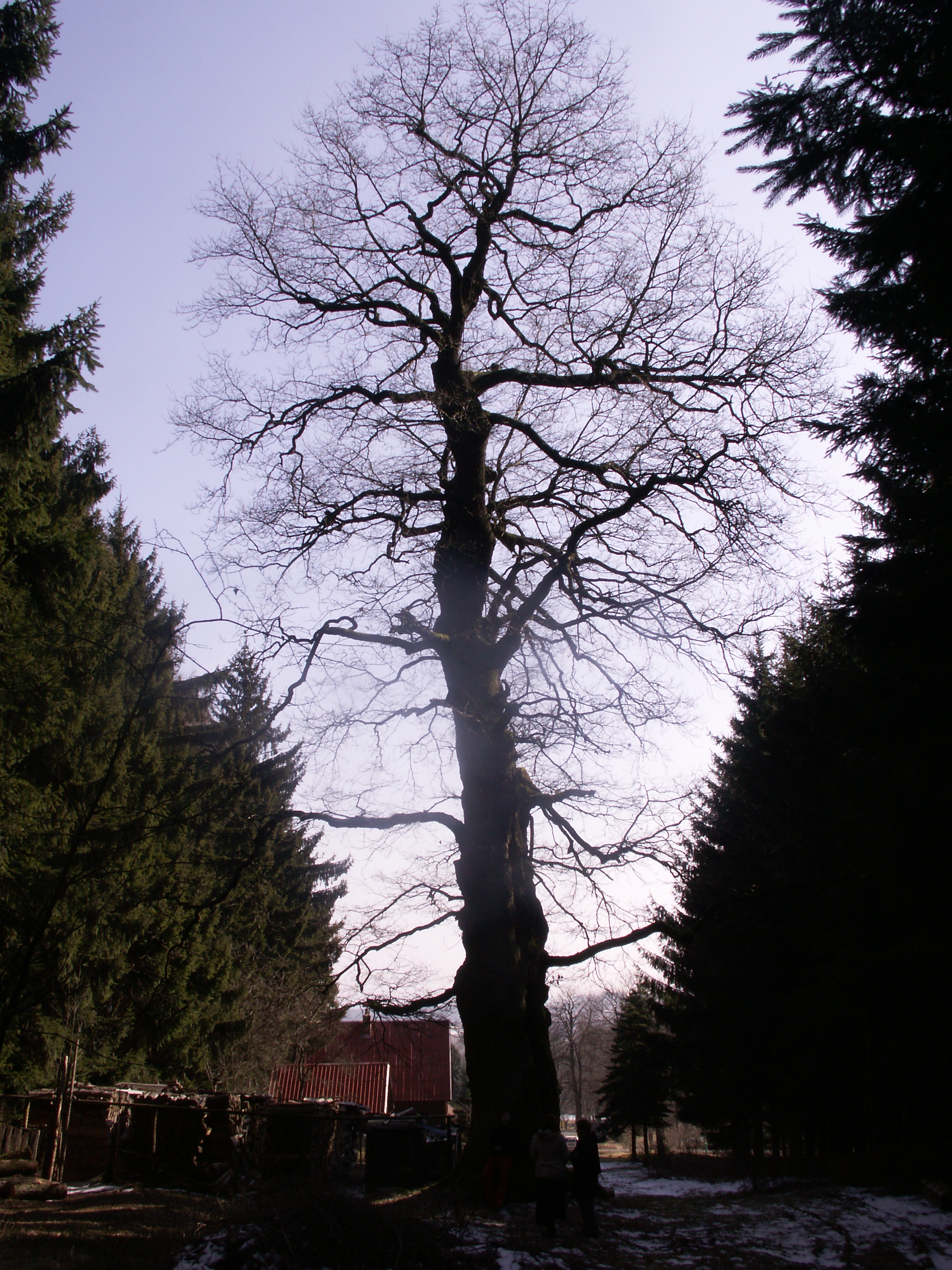
dub zimní – památný strom
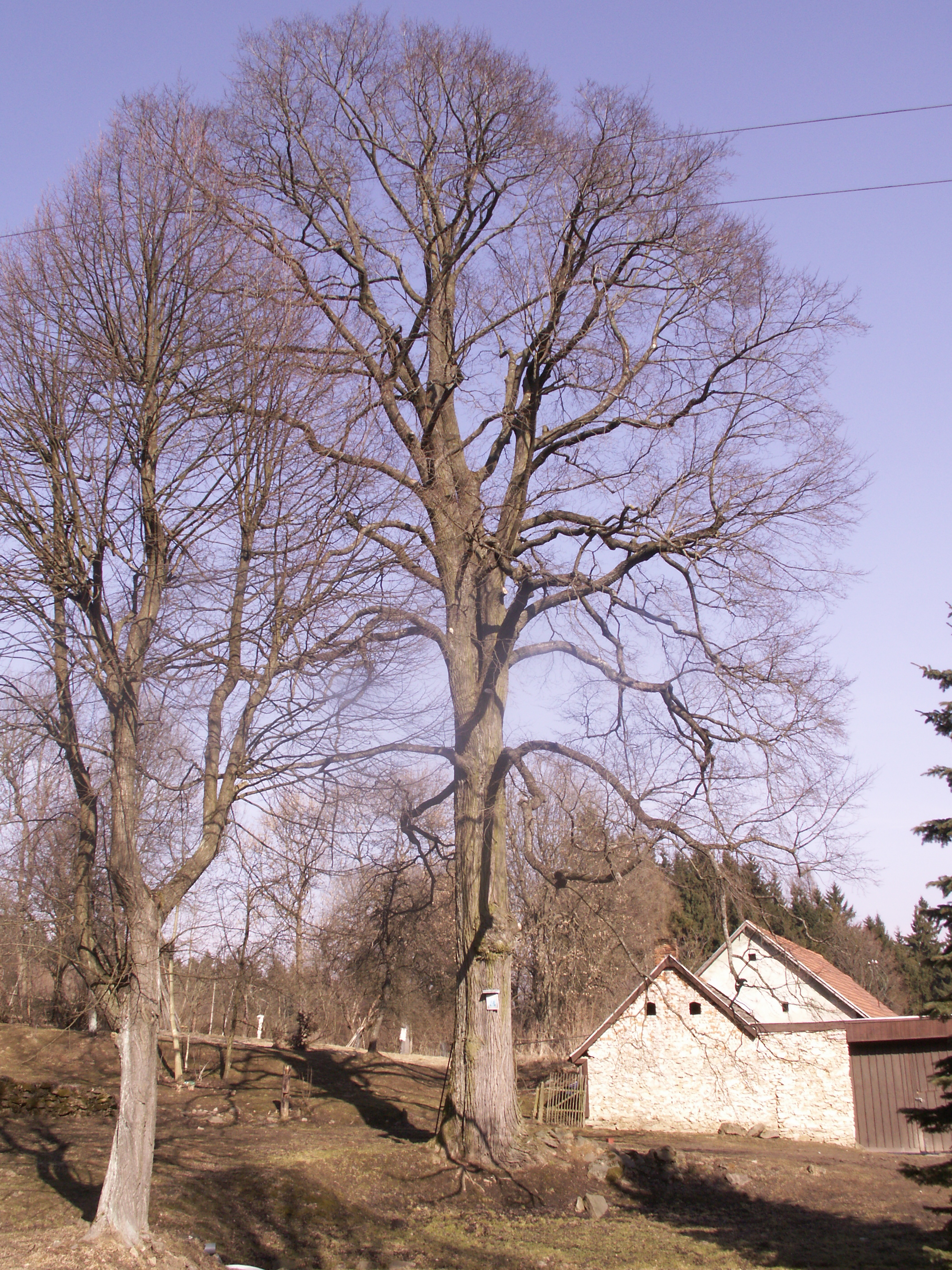
jilm drsný – památný strom
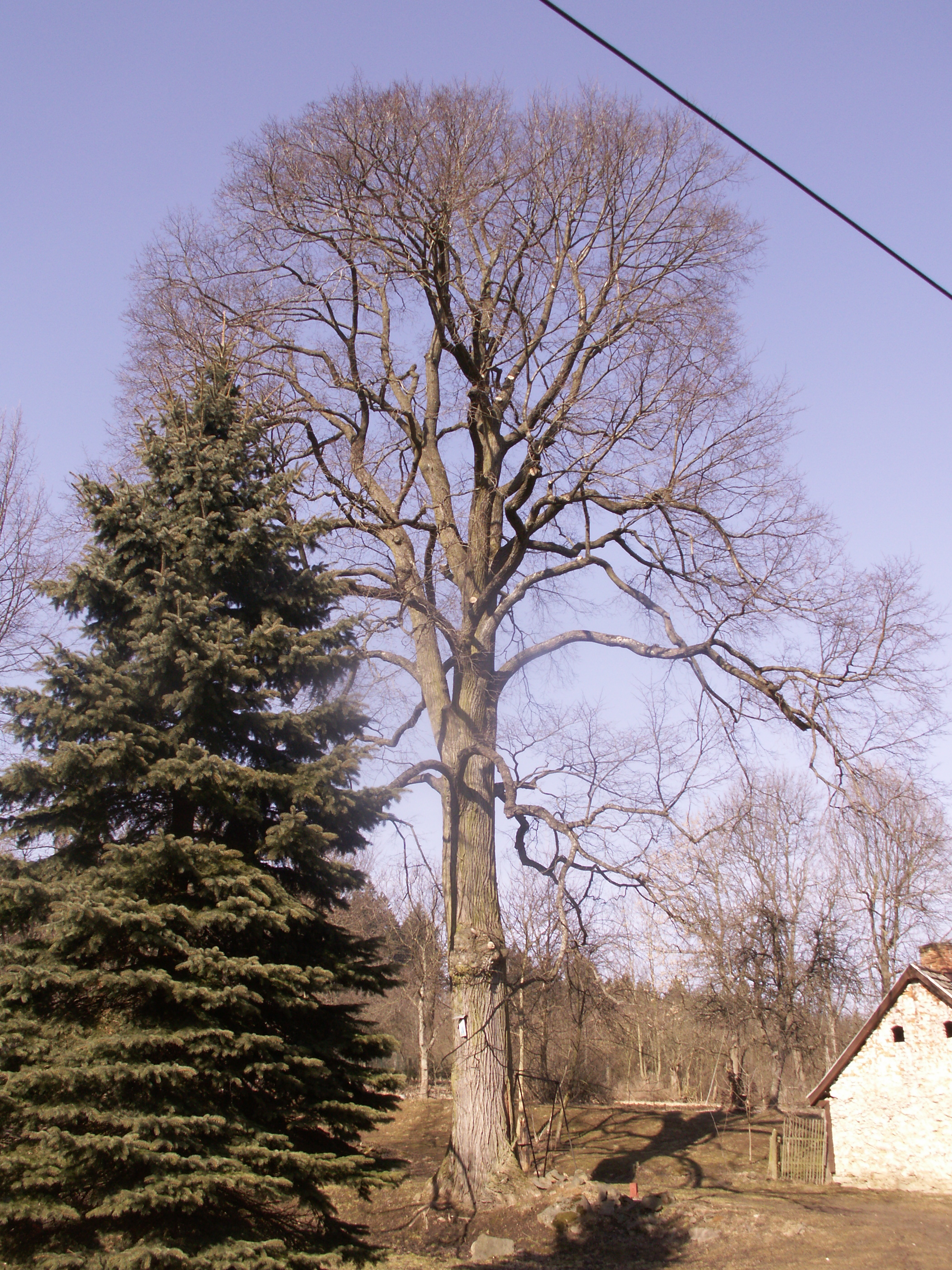
jilm drsný – památný strom
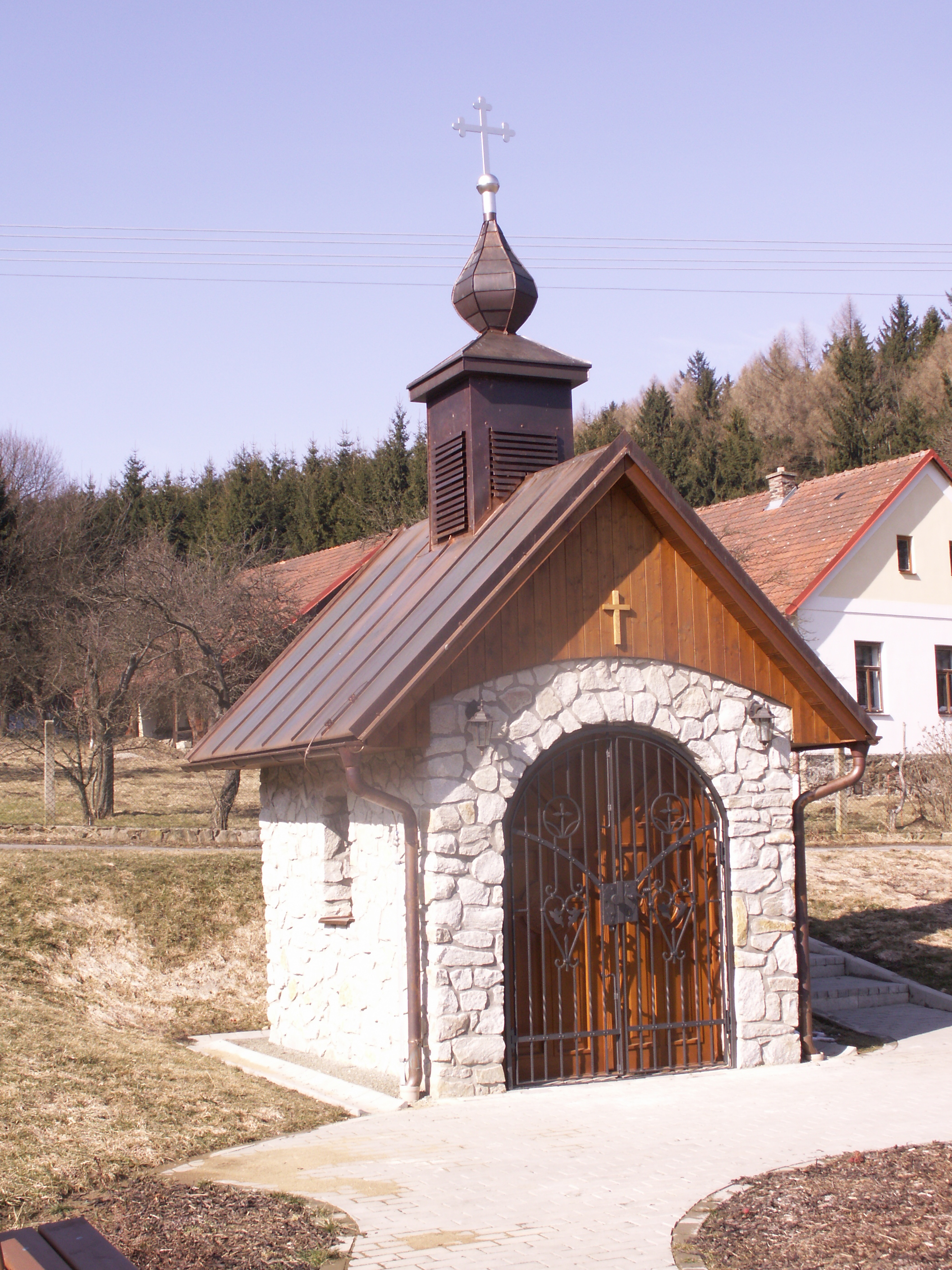
nová kaplička